# Сартірана-Ломелліна
Сартірана-Ломелліна (італ. Sartirana Lomellina) — муніципалітет в Італії, у регіоні Ломбардія, провінція Павія.
Сартірана-Ломелліна розташована на відстані близько 480 км на північний захід від Рима, 60 км на південний захід від Мілана, 39 км на захід від Павії.
Населення — 1664 особи (2014).

## Демографія
Населення за роками:

Станом на 1 січня 2023 року в муніципалітеті офіційно проживало 99 іноземців з 18 країн, серед них 47 громадян країн Євросоюзу та 5 громадян України.

## Сусідні муніципалітети
- Боццоле
- Бреме
- Меде
- Сем'яна
- Торре-Беретті-е-Кастелларо
- Валле-Ломелліна
- Вальмакка

## Міста-побратими
- Бленвіль-сюр-Орн, Франція (2007)